# ケビン・ブライス
ケビン・ブライス（Kevin Bryce、1988年9月7日 - ）は、スコットランドの元ラグビーユニオン選手。

## プロフィール
- スコットランド・アロア出身。
- ポジションはプロップ(PR)、フッカー(HO)。
- 身長 185cm、体重 106kg
- スコットランド代表通算キャップ数は3。
- ラグビーワールドカップ2015のスコットランド代表に選ばれた[1]。

## 略歴
グラスゴー・ウォリアーズ、ロンドン・アイリッシュ、エディンバラ、ヨークシャーを経て、2018年、グラスゴー・ウォリアーズに加入。 
2019年、現役を引退した。 